# Rehnuciera fuscomaculata
Rehnuciera fuscomaculata is een rechtvleugelig insect uit de familie veldsprinkhanen (Acrididae). De wetenschappelijke naam van deze soort is voor het eerst geldig gepubliceerd in 1911 door Bruner.